# ロマンシング サ・ガ
『ロマンシング サ・ガ』 (Romancing Sa・Ga) は、1992年1月28日に日本のスクウェアから発売されたスーパーファミコン用ロールプレイングゲーム。
ゲームボーイ用ソフト『魔界塔士Sa・Ga』（1989年）から始まった同社の『サガシリーズ』第4作目にして、スーパーファミコンでのシリーズ第1作目。特にスーパーファミコンでのシリーズ全体を指してロマンシング サ・ガと呼ぶこともあり、一般的にロマサガ1と略される。
本作は架空の世界「マルディアス」を舞台に、8人の主人公を操作して邪神サルーインの復活を阻止することを目的としている。一方、本作では任意のタイミングでシナリオ進行を行えるフリーシナリオシステムが初めて導入され、ボスより強い雑魚敵が頻出するなど、シリーズを特徴付ける要素が登場した。

## リリース
本作は1992年1月28日にスーパーファミコン用ソフトとして発売され、スーパーファミコン版はゲーム誌『ファミコン通信』の「クロスレビュー」にてシルバー殿堂を獲得した。
移植版として、携帯型ゲーム機では2001年12月20日に「スクウェア マスターピース」シリーズの 1つとしてワンダースワンカラー用の移植版が発売され、携帯アプリでは、2009年3月5日にiアプリで、同年3月18日にS!アプリで、同年7月9日にEZアプリでそれぞれ配信が開始された。なお、携帯アプリ版においては『ロマンシング サガ』 (Romancing SaGa) となっており、PlayStation以降のサガシリーズと同様に中黒 (・) は入らない。同年11月24日からはWiiのバーチャルコンソールでスーパーファミコン版の配信が開始され、2013年12月18日からはWii Uのバーチャルコンソールで、2016年11月21日からはNewニンテンドー3DSのバーチャルコンソールでも配信が開始された。
続編として『ロマンシング サ・ガ2』（1993年）、『ロマンシング サ・ガ3』（1995年）がある。ただしこれらの作品にストーリーとしてのつながりはなく、システム的なつながりしかない。
なお、本作品はリメイクされ、PlayStation 2用ソフト『ロマンシング サガ -ミンストレルソング-』（2005年）として発売された。

### フィールド・移動
本作は、当時の RPG の主流であった自由に動き回れるワールドマップのフィールドではなく、地図上に町やダンジョン等の地名が記載され、目的地の地名を選択して自動で移動する方式が採用されている。世界地図は国ごとに区切られ、地図上に記載される地名を増やすには、自力で移動するよりも、町の住人から情報を得る・その地名が記載されている地図を人や仲間から入手する・船でその場所へ移動するなどの方法が主流となっている。ただし続編に見られるような、世界地図を開いて地域を指定することはできず、海を越えた地域などに行くには、その都度船などの移動手段を用いる必要がある。また、地図には記載されず、特定のイベント中のみ進入可能な場所などもある。また、王城への訪問、王族・貴族との謁見はハードルが高く困難である。
フィールドでの移動は、一部に乗り物などはあるが徒歩が基本で、海を越えた移動などは直接行えない。

### フリーシナリオ
本作は、任意のタイミングでシナリオ進行を行えるフリーシナリオシステムを採用した最初の作品である。8人の主人公にそれぞれ物語があり、選んだ主人公によってゲーム開始時の状況が異なる。最終的な目的はどの主人公でも同じだが、ゲームクリアに至るまでの過程をプレイヤーが自由に形成でき、主人公を善人としても悪人としても行動させられるのが特徴であり、中には強盗殺人のような過激な行動も用意されている。また、主人公それぞれにテーマ曲が用意されており、多くの町では主人公のテーマ曲が流れるため、同じ展開になる場面でも違った雰囲気でゲームが楽しめる。
フリーシナリオを実現するため、敵の強さを場所ではなくゲーム内時間（実際には戦闘回数）で調節している。これにより、序盤はどこに行っても弱い敵が現れるが、終盤はどこでも強い敵が現れるようになり、攻略順を固定する必要が無くなった。また、イベントの発生や終了も戦闘回数で設定されており、時間を掛けすぎると手遅れになるイベントもある。時間と共に事態が進行して行く概念は、当時の RPG では珍しかった。
選んだ主人公によってイベントも変われば会話の内容も変わるというシナリオの作りこみは、発売当時としてはかなりユーザーを沸かせたものだった。些細な呼びかけにも各主人公 8通りの台詞が用意されている。ただし、ロムカセットの記憶容量節約のため、台詞を共有することも多く、一部を共有したために台詞回しがおかしくなっている場面もある（女性主人公が男言葉を話すなど、逆も然り）。これは一部の地名やアイテムなども同様で、容量節約のため名前を本来の設定と変えた例もある。また、河津秋敏によると元々本作でフリーシナリオを導入するきっかけとなったのは、こういった会話のパターンを増やして楽しむ事から始まったという。

### 戦闘システム

#### 陣形
本作の戦闘では戦闘前にあらかじめ、3×3 のマス目にメンバーを配置して編成しておく。戦闘に突入すると、横列に関しては全員が別々に配置し直されるため、同じ横列に2名以上のキャラクターが配置されることはない。敵側も3×4のマス目に配置されているが、敵に関しては編成そのままの陣形で出現するため、同じ横列に2名以上のキャラクターが配置されることもある。
UIがそれまでの作品から一新されており、カテゴリごとに別管理されている行動手段を十字ボタンの左右で切り替える。
攻撃の射程は、近距離（1列）・中距離（1-2列）・遠距離（無制限）の3種類に大別されており、敵味方の全員がこの影響を受ける。したがって、前列にいると近距離攻撃が可能になるが、相手からもほぼ全ての攻撃の対象となる。逆に、敵と3列以上離れている場合、相手から遠距離攻撃・全体攻撃以外を受けない反面、近距離・中距離攻撃が届かない（射程が届かない攻撃を実行することはできない）。また、敵1体・敵全体を攻撃するもの以外には、対象の列に縦に並んでいる敵を全て巻き込めるものや、列に関係なく横一直線に並んでいる敵全員を巻き込めるものがある。
フィールド上で後方から敵シンボルに接触されると並び方が前後逆になり、横から接触された場合もその向きに応じた隊列となり本来の戦略が取れない状態になる。これは敵側にも同様に当てはまり、敵シンボルに対して側面や背後から接触することで中列や後列にいるはずのモンスターを前列に引っ張り出すことが出来る。
前列が戦闘不能などにより全ていなくなると、空いた列の分だけ後ろの列にいるキャラクターが自動的に前列に詰める（列同士の配置は変わらない）ため、前列に1人もいない陣形は組めない。また味方側に限り、「まえにでる」「うしろにさがる」のコマンドを使うことで、1ターンに1列ずつ前列・後列に移動することができる。ただし、戦闘中に行った配置換えは、戦闘終了後に元の陣形に戻される。

#### 武器
攻撃用の装備で、8つまで装備可能。武器によって攻撃できる範囲が原則的に違っており、範囲の届かない場所には攻撃できない。また、前作までとは異なり、武器は「技」という概念が初登場している。これは武器を使い込むことで熟練度を高め、その武器の性質を利用した新しい攻撃方法が使用可能になるものである。単純に破壊力が増すものから、攻撃範囲が広がるもの・特殊な効果を与えるものまで様々。従って、通常の攻撃威力だけでなく、技の性質で武器を選択する要素が加わった。通常の攻撃・各種技ともに全て威力は独立しており、同じ技でも武器によって威力は異なっている。
- 片手剣 - 近距離用。威力は標準的で多彩な技の種類がある。
- 両手剣 - 近距離用。威力が高いが遠距離の攻撃には向いていない。
- 斧 - 近距離用。高威力だが命中率に難がある。技には遠距離攻撃ができる物が多い。
- 打撃武器 - 近距離用。敵の防御力をある程度貫通してダメージを与える。
- 槍 - 中距離可能。威力はそこそこで、豊富な特殊効果を持つ技が多い。
- 細身剣 - 近距離用。威力は低いが必ず命中する。
- 弓 - 遠距離可能。威力がほとんど熟練度のみに依存する。
- 杖・杯 - 遠距離可能。敵を直接攻撃する武器ではなく、性能を引き出すと魔法的な力を発揮する。
- 特殊剣 - 近距離用。邪悪な力が宿った剣。そのため人間にはその性能を完全に使いこなすことができない。
- 体術 - 近距離用。武器自体の破壊力は低いが、その割に強力な技を使用可能。

#### 防具
防御用の装備。1種類1つしか装備できない。シリーズで初めて「重量」という概念が登場するようになり、重いほど敵の攻撃を回避しにくくなる（重量は武器にも設定されている）。シリーズにおけるほかの作品に見られない独特のカテゴリ区分がある。
- 盾 - 特定の攻撃を一定確率で回避する。
- 身体 - 胴体用防具。総じて防御力が高い。
- 頭 - 頭用防具。防御力よりも耐性を重視した物が多い。
- 腕 - 腕用防具。胴体防具の次に防御力を重視する。
- 足 - 足用防具。特殊な性能を持つ物が多く、数が非常に少ない。
- 首 - ネックレス。防御力はほとんどないが、耐性を持つ物がある。
- 指 - 指輪。防御力はほとんどないが、耐性を持つ物がある。

#### 術
多くのRPGで言う所の「魔法」。相反する系統は 1人が同時に覚えることができず、覚えようとするとそれまで覚えていた相反する系統の術をすべて忘れる。1系統当たり原則的に8種類存在しており、専用の店で購入して覚える。範囲が定められている場合、そのほとんどが遠距離への攻撃が可能。
- 火術 - 火炎の焼却能力を扱った攻撃的な術。水術と相反する[13]。
- 水術 - 水の癒しの力で回復や強化を行う術。火術と相反する[13]。
- 風術 - 風の冷却能力を扱った攻撃的な術。土術と相反する[13]。
- 土術 - 大地のエネルギーで補助や硬化をもたらす。風術と相反する[13]。
- 幻術 - 幻に象徴される未知のエネルギーを具現化する。魔術と相反する[13]。
- 魔術 - 理知的な力を具現化して攻撃や回復などを行う。幻術と相反する[13]。
- 気術 - 生命エネルギーや活力を活かして主に自分自身の強化を行う術。邪術と相反する[13]。
- 邪術 - モンスターが持つ負の気を扱う術。気術と相反する[13]。一部のキャラクターしか覚えていない非売品。
- 光術 - 光を扱い、攻撃・回復・補助など全般を行使する。闇術と相反する[13]。
- 闇術 - 闇を扱い、強力な攻撃を行う。光術と相反する[13]。一部のキャラクターしか覚えていない非売品。

#### パラメータ
サガシリーズの特徴として、キャラクターの成長はレベル制ではなく、戦闘終了後に HP 等の各種パラメータが個々に上昇する。今作では、ゲームボーイ時代に存在したパーティキャラクターの多彩な「種族」が廃止され、キャラクター成長の方法は「戦闘を繰り返す」ことによってパラメータが「全体的に少しずつ上昇」していくものとなっている。戦闘での行動やキャラクターごとに設定された成長傾向によって、伸びやすい能力が違ってくるが、『Sa・Ga2』と異なり行動によって全く成長しないパラメータは存在しないため、戦い方に依らず一定水準までは平均的にパラメータを高められる。
- HP - 耐久力。0 になると気絶して、戦闘が終わると 1 に回復。
- 腕力 - 物理攻撃の威力や、一部の武器の命中率に関わる[15]。
- 体力 - HPの上がりやすさと上昇量に関わる[15]。
- 器用さ - 多くの武器の命中率に関わる[15]。
- 素早さ - 行動順、回避率に関わる。戦闘から逃走することで成長する可能性もあるほか、「キック」を使うことで能動的に成長率を高められる[15]。
- 知力 - 攻撃術および回復術の威力、状態異常術の成功率に関わる[15]。
- 精神 - 敵からの攻撃術で受けるダメージ、状態異常術（一部技も含む）の回避率に関わる[15]。
- 愛 - 関連書籍においてはHP回復術をかけた場合の効果であるとのこと[15]。
- 魅力 - 関連書籍においてはHP回復術を受けた場合の効果であるとのこと[15]。
- 防御 - 装備した防具の防御性能の合計。物理攻撃で受けるダメージに関わる[15]。
- 武器レベル - ひとつひとつの武器ごとの熟練度を表す。戦闘で武器を使用することによって上昇し、レベルに応じて使用可能な技が増えていく。武器レベルは装備から外した時点で失われる（ただし、武器は 1 人が一度に 8個まで装備できるため、新しい武器を購入してもそれまでの武器を外す必要のあるケースは極めて少ない）。「技を覚える」システムは形を変えて続編に引き継がれた。
- 使用回数 - 技および術の使用可能回数[16]。技の使用回数は全武器・技で共有しているため、1 種類の技だけ使用しても、他の武器で使える技の使用回数が連動して減ってしまう。実は「技力 (WP)」と呼ばれるパラメータが存在しており、画面上に見える使用回数の数字は「WP 残量 ÷ 使う技の消費 WP」で算出されている（WP については本作では明示されていない）。術の使用回数も同様に「法力 (MP)」の残量から算出されているが、法力は WP と違って術の系統ごとに独立している（後の作品では「術力 (JP)」と呼ばれている）[17]。

自由度の高い陣形の組み方・効果が豊富な技や術などを加味すれば、非常に幅広い戦術を展開することができる。しかし、各技術の効果の不明瞭さ・長期戦を強いられる戦闘の少なさなどの要素から、続編と比較して戦術性に乏しいとされることもある。

#### ステータス異常
パーティーメンバーが気絶すると戦闘終了まで回復しない。アイテムによる回復も不可能。石化の場合はバトル後も継続する。

#### その他
本作では戦闘に勝利することで敵が持っている所持金を手に入れることはできるが、敵がアイテムを落とすことはない。敵が一切アイテムを落とさないシリーズ作品は『魔界塔士Sa・Ga』と本作のみである。
本作では金とジュエルという二つの貨幣単位が存在する。10000金=1ジュエルであり店でのアイテム売却で10000金を超過した場合ジュエルに変換される(宝箱や戦闘での入手の場合最大値の9999金までしか所持できない)。
『魔界塔士Sa・Ga』『Sa・Ga2秘宝伝説』同様に、敵が弱点とする属性を含んだ物理攻撃を当てることで、「クリティカル」という即死効果を与えられる場合がある。

### バグ
このゲームはバグが極めて多いのも特徴である。以下は主なものである。
- 通称はやぶさキャンセル :「ハヤブサ斬り」（必ず先制攻撃できる技）を選んでからコマンドをキャンセルすると、その他の攻撃を選んでも必ず先制攻撃になる。
- 1 つしか手に入らないアイテムをいくつも増やせる。
- 同一キャラクターを 2 人以上仲間に出来る。
- 一時的にしか仲間にならないキャラクターを最後までパーティに加えたままにすることができる。
- ボスから逃げるだけでボスキャラのシンボルが消えてしまい、ボスキャラクターの後ろにある宝箱を開けることができてしまう。マップを切り替えることで再びボスキャラクターのシンボルは出現する。
- モンスターが「エレメンタル」（身代わりを作り出す術）を使用した場合、その身代わりが再度「エレメンタル」を使用すると、バグ技や一部例外を除いて倒せなくなる。
- 強制的に一方向に流される地形（滝や流砂など）でも、セーブとロードを繰り返すことで逆らって移動できてしまう。
- 乗り物（アイシャの馬など）によるバグを利用することで本来入れない場所に入り込めてしまう。

またバグではないものの、効果の判然としないパラメータやゲームバランスの不調など仕様面に理不尽な部分が多々ある点は否めず、詳細が判明したのはインターネットによる情報交換やエミュレータが発達した近年になってからである。
なお、WSC 版ではこれらのバグは改善されている場合が多い。しかしその一方で、入手不可のはずのアイテムを手に入れられるなど、SFC 版にはない新たなバグもある。
バグの多いこのゲームの SFC 版において広く知られているバグが、ホークが主人公のときに「とある場所に入る → 追い返される」を繰り返すと発生する、通称「レイディバグ」で、彼の船レイディラック号が名前の由来である。これを行うと、見たこともない職業や敵の名前が表示されたり、「おょにいけ!」や「げじゃげじゃじゃ! フヒフ」や「ありがとう しんじてたよは しんじられん!」などのおかしなメッセージがながれたりするなど、様々な現象が起こる（ロムによっておこる内容が微妙に違うようである）。セーブデータが破損して消えることもあり、更にはセーブができなくなることもあるなど、致命的な危険を伴う。WSC 版ではこのバグは解消されている。

## 設定

### ストーリー
架空の世界「マルディアス」の物語である。昔、3人の邪神が神々の王と人間に戦いを挑んだ。その邪神のうち、デスとシェラハは最後には降参したが、サルーインだけは降参しなかった。神々の王は10個の宝石を作り人間の英雄に与え、英雄は自らの命と引き換えにサルーインを封印した。それから1000年が経過した今、サルーインを始めとする邪神の存在は、人々の間では架空の物語のように語られる伝説として残るのみとなった。しかし、封印されたはずのサルーインは、人知れず刻一刻と復活の気配を濃くしているのだった。

### 舞台
フロンティア (Frontier)
ユーエン大陸最西端に位置し、夢を追い求めて人々が集う未開拓の土地。近年になり、クジャラート政府が入植を許可したことから人口が急増した。古代から封印されている魔物が多く眠り続けている。
クジャラート (Kjaraht)
AS700年建国、首都はエスタミル。ユーエン大陸中部に位置するクジャル族国家。300 年前マラル湖周辺のクジャル族が糾合され建国。その後、エスタミル王国を滅ぼし急速に台頭。ローザリアと 2度戦火を交えるものの何れも敗北を喫している。海峡を挟んで 2 大陸にまたがる大都市エスタミルが首都であり、旧首都であるタルミッタおよびマラル湖周辺は最近は軽視され気味。現在の首長はアフマド。
ローザリア王国 (Kingdom of Rosalia)
北バファル帝国の君主国で、マルディアス随一の軍事・文化大国。国名の由来は、500 年前に同大陸に進出したバファル貴族ローザ・ライマンに由来。長らくバファル帝国植民地に甘んじていたが、前述のライマン家がバファル帝国に反旗を翻し、独立闘争（北バファル戦争）を戦い抜き独立を果たす。現在は病気の国王に代わって皇太子ナイトハルトが実質的に統治している。近年は北部の乾燥地帯の支配に乗り出している。
ローザリア北部 (N. Rosalia)
ステップ・砂漠・熱帯雨林と場所によって気候がまちまちで、少数民族が住んでいるが人口は少ない地域。ガレサステップに住む遊牧民タラール族は旧い神に産み出された旧い種族であり、今の人間よりも寿命が長い。また、今の人間とは繋がりがなく、今の人間とも結ばれることはない。
街道ニューロードにはノースポイントやウロといった町があり、ローザリアの支配が及んでいないが、支配下に置く動きがある。ウロの東の山中で巨人の姿が目撃されている。
バファル帝国 (Bafal Empire)
南バファル大陸の君主国で、S43年に建国された最も歴史のある国。900 年前、アロン島出身の青年商人・メルビルが同大陸に進出し、サンゴ海交易で財を成し、同帝国を建国した。首都であるメルビルの名称は彼の名に由来する。アロン島・リガウ島の離反に端を発し、同帝国は衰退。皇族・諸侯らの影響力が強く、それゆえ皇帝の後継者争いの絡んだ権力者間の陰謀がうごめいている。首都メルビルの側には魔女の住む迷いの森がある。
騎士団領 (Dominions of the Knights)
ユーエン大陸東端に位置する国家。AS10年ごろ正義の神・ミルザを慕うものたちが、この地に結集し築き上げた。他の国にほとんど干渉せず中立の立場に近い。現在はその末裔である騎士団が治安を守ってきたが、クジャラートに侵攻された際に騎士団を有しながらもローザリアへ救援を求めたことがあり、これがきっかけの一つとなり近年は騎士道が軽んじられている。魔導師フラーマの住むバイゼルハイムがある。
バルハラント (Valhalland)
一面雪と氷に覆われた最南端の土地。この地に住むバルハル族は、ローザリアの貴族や王家と同じ血を引いている。住民はこの環境に合った狩猟生活を送っているが、物資は旅の商人により流通するため文明国と同様の設備が一通り揃っている。独立趣向が強く他との交流が少ないため、地元民あるいはガイドがいなければここを訪れる旅人はめったにない。
アロン島 (Alon Island)
島の大半がジャングルで覆われた土地。トカゲ人間のゲッコ族が住む。ゲッコ族は元々サルーインが生み出した存在だが、戦いを好まない種族であり、積極的に人間と敵対はしていない。旧バファルの植民地だったが、現在は独立している。
リガウ島 (Rigau Island)
メルビルからのみ行ける、恐竜の棲む草原やトマエ火山のそびえ立つ島。火山からは死の世界「冥府」へ行くこともできる。旧バファルの植民地だったが、現在は独立している。
サンゴ海 (Coral Sea)
アロン島とリガウ島の間の海域であり、パイレーツコーストやマスク島がある。海賊の拠点となっている。

### 主な最強武器
レフトハンドソード
ミルザが邪神との戦いで使用した剣。左利きのキャラが使うと高い攻撃力を発揮する。秘技は「不動剣」。
ウコムの矛
海をつかさどる神ウコムの雷の力を秘めた槍。秘技は「雷撃衝」。サルーインですら「うごけない!」状態にさせるという付随効果を持つ。
エリスの弓
獣と月の女神エリスの神秘的な力を持つ弓。秘技は「夢想弓」。
大地の剣
カクラム砂漠の地底に住む古代人が守っている小剣。秘技は「大震剣」。
アイスソード
氷の力を秘めた両手剣。トマエ火山のフレイムタイラントが恐れている。秘技は「冷凍剣」。
アンバーの槌
琥珀が埋め込まれた打撃武器。秘技は「たたきつぶす」。
ジルコンの斧
ゲーム中最大級の攻撃力を持つ斧。秘技は「飛翔のうてん撃」。
聖杯
エスタミルの地下に隠された魔道器。アンデッドや悪魔にのみダメージを与えられる。秘技は「奇跡の水」。
死の剣
死の神デスの持つ邪剣。秘技は「邪剣波」。デスがエロールに対抗するために作り出したものであるがゆえに、人間である主人公達には使いこなせない。
オブシダンソード
デステニィストーンの中で唯一の武器。邪属性のため人間には使いこなせず、使える秘技は「邪剣波」一つに留まる。基本攻撃力はトップクラスで、さらに攻撃時に防御と同じ効果の守備力が得られるため、一人旅の際に役立つ。

### デステニィストーン
デステニィストーンはかつてサルーインを封じるために使われた 10種の宝石の総称であり、火のルビー、水のアクアマリン、風のオパール、土のトパーズ、魔のエメラルド、幻のアメジスト、気のムーンストーン、邪のオブシダン、光のダイアモンド、闇のブラックダイアが存在する。本作で登場する術の系統のそれぞれに属した力を秘めている。反属性に対する耐性を持ったアクセサリ的防具であるものが多い。現存するものはブラックダイア以外の 9 種であるが、実際に入手出来るのはダイヤモンドとエメラルドを除く 7 種（WSC版では 9 種入手可能）。リメイク版『ミンストレルソング』では設定が変更され、ブラックダイアも消滅していないので 10 種全てが入手可能になった。
サルーインが作り出したデステニィストーンも存在するが、あるモンスターの身体に埋め込まれているので、入手することは出来ない。
なお、本作では表記が「デステニィストーン」となっているが、『ミンストレルソング』では「ディステニィストーン」へ表記が変更されている（ロマンシング サガ -ミンストレルソング-#ディステニィストーンも参照）。

## 登場人物

### 8人の主人公たち
アルベルト (Albert)
年齢：18歳、性別：男性、スタート：イスマス
ローザリアとバファルの境に位置するイスマス城の城主・ルドルフの息子。両親と姉・ディアナの下平穏に暮らしていたが、ある事件をきっかけに家族・城を失い、失意の中旅に出ることとなる。生まれてからほとんど外の世界に出たことがなく、多少世間知らずな面もあるが、真面目で正義感の強い真っ直ぐな性格。左利き。腕力、体力、素早さは低いが知力が高い。
ジャミル (Jamil)
年齢：20歳、性別：男性、スタート：南エスタミル
エスタミルの盗賊。組織に属することを嫌い、相棒のダウドと 2人で盗みを働いている。お調子者でたくましい青年。全キャラ中最も素早さが高い。
グレイ (Gray)
年齢：24歳、性別：男性、スタート：リガウ島
財宝を求めてミリアム・ガラハドと共に旅をする、クールな冒険者。名前は灰色の髪と瞳を持つことが由来とされているが定かではない。腕力、体力、素早さが高い戦士タイプである。
ホーク (Hawk)
年齢：30歳、性別：男性、スタート：サンゴ海
サンゴ海を縄張とする海賊にして“義賊”。キャプテンホークと呼ばれている。ゲッコ族のゲラ=ハを相棒としており、ホークが主人公の場合はゲラ=ハは最初から仲間となっている。タイプとしてはグレイとよく似ている。
アイシャ (Aisha)
年齢：16歳、性別：女性、スタート：ガレサステップ
ガレサステップの遊牧民「タラール族」の族長・ニザムの孫娘。無邪気で好奇心旺盛。主人公にした場合、フィールド上を高速で移動できる「馬」を使用することができる。タラール族独特の髪型・服装をしている。初期能力は低いが、バランスよく成長する。
クローディア (Claudia)
年齢：22歳、性別：女性、スタート：迷いの森
バファル帝国の首都メルビル近郊の迷いの森で魔女オウルに育てられた女性。出生に秘密がある。物静かな性格で、人がたくさんいるところが嫌い。
バーバラ (Barbara)
年齢：26歳、性別：女性、スタート：ウエストエンド
ニューロードを旅する芸人一座の妖艶な踊り子。主人公にした場合、馬と同様の機能の「馬車」を使用できる。また最初からかなりの数の地図を所持しているため、序盤から様々な場所に行くことができる。バランスよく成長していく。
シフ (Sif)
年齢：28歳、性別：女性、スタート：バルハラント
バルハラントに住む金髪碧眼のバルハル族の女戦士。男勝りの性格に加え腕っ節の強さでも男を圧倒する。アルベルトが最初に出会う仲間であり、アルベルトのことを「ぼうや」と呼ぶ。村一番の戦士であった父と呪い師の母、両方の資質を受け継ぎ全体的にステータスは高い。腕力と体力の高さはトップクラス。名は、北欧神トールの妻シヴに由来する。

### マルディアスの神々
マルディアスは神の創り上げた土地であり沢山の神々が住んでいる。それぞれの神に多くの信仰者がいる。
エロール (Elore)
神々の父にして太陽神。破壊神サイヴァの小指に唯一残っていた良心から生まれた、最後の古代神。ニーサと共に多くの神々を生み出した。慈悲深い存在であるが、それゆえにかつて自分たち神々の戦いによって世界を破滅させたことを悔やんでおり、自らが力を持って世界に干渉することを控えている。
ニーサ (Nieca)
大地と豊穣の神。マルダーとサイヴァの戦いの後多くの神々がマルディアスを去った中、エロールの妻としてマルディアスに留まり、現在のマルディアスに居る神々を生んだ。
ウコム (Ukkom)
海神。船乗り達から信仰を寄せられる。
シリル (Siril)
森の神。巨木の姿を借り、森を守っている。他の神々とちがって寺院を持たない。
エリス (Elith)
銀の月と獣の女神。獣たちにとっての神という立場であり、寺院を持たない。
アムト (Amt)
赤い月と愛の女神。闇の力を抑えるためにエロールに生み出された。
ミルザ (Mirsa)
かつてサルーインを倒した人間の戦士。その偉業をエロールにたたえられ神の一員となった。名の由来はおおいぬ座 β 星ミルザム。
マルダー (Marda)
マルディアスの創造神だが、ミルザとサルーインの戦いよりも遥か昔に起こった神々の戦いの後、他の神々と共に姿を消した。
サイヴァ (Sayva)
創造神マルダーの妻である破壊の女神。マルダー以下他の神々に戦いを挑み、単独でそれら全てを相手にして互角だったが敗北する。

#### 三邪神
サルーイン (Saruin)
声 - 喜山茂雄（LORD of VERMILION III / LORD of VERMILION ARENA）
3邪神の次兄である破壊神で、破壊の女神サイヴァの心臓から生まれた。最も邪悪で危険な神であり、本作のラストボス。プライドが異常なほど高く、モンスターたちの創造主であるが、そのモンスターも道具としてしか見ていない。戦いの末、ミルザにより封じられた。そのプライドゆえに神が人間に敗北したということを認めず、数千年の時を経て再降臨を目論む。
デス (Des)
声 - 小谷津央典（LORD of VERMILION III / LORD of VERMILION ARENA）
3邪神の長兄で、壊の女神サイヴァの骨から生まれた。エロールの戦いでは最終的に降伏して、現在はトマエ火山の奥深くにある冥府にいる。死を司る神であるため、戦闘に勝ったとしてもその身を滅ぼすことは不可能。邪の術法の達人であり、腕力においては実弟・サルーインを凌駕する。
シェラハ (Sherah)
声 - 皆川純子（LORD of VERMILION III / LORD of VERMILION ARENA）
闇の女王。3邪神の末妹で、壊の女神サイヴァの髪から生まれた。3邪神最大の魔力の持ち主。神々との戦いの末、戦いの日々に疲れきってエロールからの降伏を受け入れて戦いから遠ざかるための取引を彼と行い、薬指に「光のダイヤモンド」をはめられたことにより魔力と記憶を失った。シェリルと名前を変えて各国の酒場で働いている。

### その他の登場人物
ディアナ (Diana)
アルベルトの姉で、彼が主人公の時の初期メンバーの一人。序盤戦では戦闘の核となる。ナイトハルトと婚約するが、ある事件をきっかけに行方不明となる。ある時期にブルエーレを訪れると公邸内にその姿を確認できる。また、アルベルトが仲間にいなければ各地で姿を見ることができる。
ルドルフ (Rudolf)
イスマス城主で、アルベルトとディアナの父。モンスターのイスマス城襲撃により命を落とす。
マリア (Maria)
アルベルトとディアナの母。ルドルフと運命を共にする。
ダウド (Daood)
ジャミルが主人公の時の初期メンバーで盗賊仲間。15歳。両親がいない寂しさからジャミルを師と仰いでいる。ジャミル同様にギルドへは加わろうとしない。中盤でパーティーから外れようとするが、ここで引き止めなければ二度と仲間に加わらない。ジャミルと同じ盗賊であるため、素早さが非常に高く成長する。
ガラハド (Garahad, Garajad)
グレイが主人公の時の初期メンバーの一人。ローザリア出身の聖戦士。一部の展開を除いて中盤以降アイスソードを手に入れ、アルツールに現れる。プレイヤーの選択肢によっては命を失ってしまう。
ミリアム (Myriam)
グレイが主人公の時の初期メンバーの一人。火の術法が得意である。やや自信過剰で、自己中心的な一面も。エスタミル出身。
ゲラ=ハ (Guella=Ha)
ホークが主人公の時の初期メンバー。レイディラック号の操舵士。トカゲ人間「ゲッコ族」の青年で、穏やかな性格。閉鎖的なゲッコ族の社会に嫌気が指し、人間との共存を図るために故郷アロン島を出る。
オウル (Owl)
バファル帝国にある迷いの森で人知れず暮らす魔女。クローディアの育ての親。今際の際にクローディアに出生の秘密を話す。
シルベン (Silven)
クローディアが主人公の時の初期メンバーの銀狼。迷いの森では動物たちのまとめ役。実は月の女神エリスの仮の姿。
ブラウ (Brau)
クローディアが主人公の時の初期メンバーの雄熊。腕力は迷いの森の中では最も強く、体躯は2mを超える。
ネビル (Nevil)
バファル帝国の近衛隊長で、皇帝警護・帝国内外の諜報活動を統括する。時期によっては、プレイヤーにジャンの捜索を依頼することがあり、モンスター軍団のメルビル城襲撃の際には皇帝・皇后警護に自らあたった。
パトリック (Patrick)
バファル帝国の財務大臣。金塊横領の罪に問われ謹慎となる。
コロンボ (Colombo)
メルビルの図書館北の宿屋の主。娘が何者かに誘拐されてしまう。
コルネリオ (Cornelio)
ローバーン公であり、バファル皇帝の義弟。妻はバファル皇帝の妹マチルダ。バファル帝国随一の軍事力を要する。サンゴ海の海賊との癒着も噂され、同帝国で頻発する数々の事件の裏で暗躍する。
ジャン (Jean)
バファル帝国親衛隊に属している、ネビルの部下。
モニカ (Monica)
ローバーンに潜入中のバファル帝国軍人・連絡員。ゲーム序盤でアルベルトを助ける。ローバーン公のやり方に反対している。
ファラ (Farah)
ジャミルの幼なじみで、彼に淡い恋心を抱いている。ジャミルの盗んだ分け前をいつも分けてもらっている。
アフマド (Ahmad)
クジャラートの首長で、首都エスタミルを統治している。好色な人物で、アムト神殿に密かにハーレムを作っている。WSC 版では名前が「ドマファ」に変更されている。
ハルーン (Haloon)
アフマドに権力の座を奪われ、かつてのクジャラートの首都タルミッタを統治している。クジャラートの原理主義者の代表格で、水竜の力を借りるために水竜の祭りを復活させ、アフマドの娘を生贄として捧げようとする。WSC 版では名前が「ルーハン」に変更されている。
ブッチャー (Butcher)
サンゴ海の極悪海賊。マキャベリストで帝国との癒着も噂される。方針の違いから、ホークと幾度と無く衝突し、ホークを謀殺しようとする。
エルマン (Erman)
旅芸人の一座の会計係。バーバラと一緒に旅をしている。バーバラを主人公に選んだときのみ初期メンバーとして戦闘に参加する。戦闘能力はバーバラには劣るものの、かなり高い。
ナタリー (Natary)
旅芸人の一座の歌い手。バーバラと一緒に旅をしている。戦闘には参加しない。
ナイトハルト (Neidhart)
カール・アウグスト・ナイトハルト。ローザリアの皇太子。国王である病床の父に代わり、実質的にローザリアを支配している。北方の遊牧民族から「カヤキス（黒い悪魔）」と呼ばれ恐れられている。
ニザム (Nizam)
タラール族の族長。アイシャの祖父。伝承に従い、タラール族を連れてカクラム砂漠の地下に避難する。
ジェフティメス (Djehtimes)
カクラム砂漠の地下に住む地底人の長。ニーサ以外の神を認めていない。
フラーマ (Flamma)
バイゼルハイムを統治する火の術法使いで、主人公達にサルーインの復活の阻止を説く。イベントの流れ次第では火のルビーを託す。
テオドール (Theodore)
「騎士団の剣」とうたわれる名将。ミルザブール城の城主でもある。騎士団の士気の低下と衰退に危機感を募らせている。
コンスタンツ (Constanze)
テオドールの一人娘。モンスターに誘拐されるイベントがある。ラファエルの恋人で後に妻となる。
ハインリヒ (Heinrich)
「騎士団の盾」とうたわれる老騎士。オイゲンシュタットを統治している。自身は重病を抱えており、テオドール同様、騎士団の衰退に危機感を抱いているものの、側近のラファエルには大きな期待をかけている。
ラファエル (Raphael)
オイゲンシュタット一の剣の腕前を持つ見習い騎士。コンスタンツと将来を誓い合った仲。コンスタンツが誘拐された時、彼女を守れなかった罪・背中から斬られていた罪に問われ幽閉されるが、コンスタンツが救出された後は罪を許され、めでたくコンスタンツと結ばれ、騎士としても一人前になっていく。後に、サルーイン討伐を決意する。
ガト (Gato)
バルハラントにある「ガトの村」の村長。博識で行動力もあり、村を守ってきたが、付近のモンスターの増殖に悩んでいる。
四天王
かつてミルザと共にサルーインと戦った巨大な怪物、「水竜」、「アディリス」、「タイニィフェザー」、「フレイムタイラント」のこと。
元々はサルーインら邪神に生み出された魔物の長であるが、モンスターを自分の道具としか見ないサルーインを見限ってエロールの側についたという経緯がある。
それぞれが高価なアイテムを持っており、手に入れるには戦って勝つか交渉をする必要がある。交渉を成立させた場合、主人公たちに力を貸してくれるようになる。
ミニオン (Minion)
サルーインが生み出したしもべ。主人であるサルーイン復活のため各地に破壊と混乱を招く悪の手先であり、四天王とは異なりサルーインに忠実。ヘイト、ワイル、ストライフの3体が存在する。
このうちヘイトは赤魔法使いとして登場し、オブシダンの捜索のため洞窟に来た主人公たちに協力を申し出るが、主人公たちがオブシダンを発見すると本性を現す。なお、主人公たちがオブシダンを入手せずに引き返すと仲間から外れる。
ウェイ＝クビン (Wey=Quevin)
魔の島で人体実験をしながら不老不死の術を研究する魔術士。魔のエメラルドを持っている。
サラキーン (Sarakihn)
巨人の里の族長。自分たちを戦いの道具として利用した神々に対して良い感情を持っていない。彼に認められると、巨人の里で買い物が出来るようになる。
ハオラーン (Haolahn)
各地のパブを放浪している謎の吟遊詩人。主人公達に道を示す。その正体は主神・エロールである。

## 移植版
| No. | タイトル            | 発売日         | 対応機種                               | 開発元                 | 発売元                 | メディア                              | 型式       | 備考                       | Ref.                 |
| --- | ------------------- | -------------- | -------------------------------------- | ---------------------- | ---------------------- | ------------------------------------- | ---------- | -------------------------- | -------------------- |
| 1   | ロマンシング サ・ガ | 2001年12月20日 | ワンダースワンカラー                   | KAN NAVI               | スクウェア             | 32メガビットロムカセット              | SWJ-SQRC07 | 売上本数：8万本            | [ 3 ] [ 54 ]         |
| 2   | ロマンシング サガ   | 2009年3月5日   | FOMA903i、703iシリーズ以降 （iアプリ） | スクウェア・エニックス | スクウェア・エニックス | ダウンロード （スクエニモバイル）     | -          |                            | [ 55 ] [ 56 ]        |
| 3   | ロマンシング サガ   | 2009年3月18日  | SoftBank 3Gシリーズ （S!アプリ）       | スクウェア・エニックス | スクウェア・エニックス | ダウンロード （スクエニモバイル）     | -          |                            | [ 55 ] [ 56 ] [ 57 ] |
| 4   | ロマンシング サガ   | 2009年7月9日   | WIN BREW(R)対応端末 （EZアプリ）       | スクウェア・エニックス | スクウェア・エニックス | ダウンロード （スクエニモバイル）     | -          |                            | [ 58 ]               |
| 5   | ロマンシング サ・ガ | 2009年11月24日 | Wii                                    | スクウェア・エニックス | スクウェア・エニックス | ダウンロード （バーチャルコンソール） | -          | スーパーファミコン版の移植 | [ 59 ]               |
| 6   | ロマンシング サ・ガ | 2013年12月18日 | Wii U                                  | スクウェア・エニックス | スクウェア・エニックス | ダウンロード （バーチャルコンソール） | -          | スーパーファミコン版の移植 | [ 60 ]               |
| 7   | ロマンシング サ・ガ | 2016年11月21日 | Newニンテンドー3DS                     | スクウェア・エニックス | スクウェア・エニックス | ダウンロード （バーチャルコンソール） | -          | スーパーファミコン版の移植 | [ 61 ] [ 62 ]        |

ワンダースワンカラー版
2000年9月、スクウェアはバンダイのワンダースワンカラー向けの移植版を開発することを発表し、2001年12月20日に発売された 。
スクウェアはワンダースワンカラー版を完全版と位置づけており、容量の都合でスーパーファミコンに搭載できなかった要素が追加されている 。
一部キャラクターや敵モンスターの名前が変更され、新しくシナリオが追加されたほか、ブラックダイアを除く全てのディスティニーストーンが入手できるようになった 。
また、移動中にダッシュ出来るようになった。ただしこれは時間を倍速化させたものであり、ダンジョンで使うと敵が追ってくる速度も倍になる。
システムや音響はスーパーファミコン版に近いが、グラフィックはワンダースワンカラーのカラーパレットに合わせている。

## 開発
開発はスクウェア開発第2部が行い、プロデューサーはファミリーコンピュータ用ソフト『ファイナルファンタジーII』（1988年）および『ファイナルファンタジーIII』（1990年）を手掛けた宮本雅史、ディレクターおよびゲーム・デザイン、シナリオは『魔界塔士Sa・Ga』を手掛けた河津秋敏、音楽はゲームボーイ用ソフト『Sa・Ga2 秘宝伝説』（1990年）を手掛けた伊藤賢治が担当している。また、公式イラストも藤岡勝利から小林智美に交代し、イメージチェンジをはかった。
本作は、アドベンチャーゲーム的な、一本道のフラグ管理を変えたいという考えを起点に開発がすすめられた。フリーシナリオはその例であり、河津はどこにでも行ける反面、すぐに迷子になりやすかったと2022年のインタビューの中で振り返っている。
『魔界塔士Sa・Ga』では様々な要素が混在していたことから、河津は『指輪物語』のようなハイファンタジーを作りたいと考え、まずはゲームには直接描かれない神話や世界観の組み立てから始まった。
当初は、自分で自由に想像した方が楽しいという理由から、キャラクターメイキング機能の導入も考えられたが、見た目の異なるキャラクターを無限につくるのは不可能なため、複数のプリセットから選ぶ方式に変更され、様々な年齢層から男女4人、合計8人の主人公が用意された。
当初は、サガシリーズではなく全く新しいシリーズにする構想があり、企画段階では『ロマンシング ロール』などのタイトル案もあった。また、『ロマンシング サ・ガ』のタイトルが発表されてからも、サガシリーズとは別の新シリーズという宣伝が行われていた。しかし、のちに本作以降の作品も、サガシリーズの一つとして扱われるようになっている。
戦闘の難易度について、河津は難度を高くしたいというよりは遊んで楽しくしたいと2022年のインタビューの中で話しており、ゲームとプレイヤーのやり取りを成立させるために、「そう簡単には勝たせない」と投げかけをゲーム側からするつくりにしたいとも語っている。

### 音楽
本作の音楽は『Sa・Ga2 秘宝伝説』の楽曲製作に参加した伊藤賢治が手がけ、同作で植松伸夫が手がけた「涙を拭いて」が伊藤のアレンジにより本作でも使われた。
伊藤は前年に発売された『ファイナルファンタジーIV』（以下：『FFIV』）ではカートリッジの容量の大半がグラフィックの強化に使われていたことを知っており、本作でたくさんの音を入れたいと考えていた。『FFIV』の音楽のベースの部分がフィンガー奏法であることに気づいた伊藤は、サウンドプログラムを担当していた赤尾実と相談し、本作の音楽のベースではチョッパー奏法を取り入れることにした。伊藤は、このベースの部分が、『FFIV』との区別化につながったと2019年のファミ通とのインタビューの中で振り返っている。

## スタッフ
- プロデューサー：宮本雅史
- キャラクター・デザイン：小林智美
- フィールドマップ・セクション
  - システム・デザイン：河津秋敏
  - フィールドマップ・プログラム：小久保啓三
  - フィールドマップ・デザイン：井上敏行、北瀬佳範、井上信行、高橋哲哉、上田晃
  - フィールドオブジェ・デザイン：渋谷員子
  - フィールド背景デザイン：伊藤博美
- バトル・セクション
  - バトル・デザイン：河津秋敏
  - バトル・プログラム：吉枝悟
  - エフェクト・アニメーション：井上信行
  - モンスター・デザイン：代島学、高井浩
  - バトルオブジェ・デザイン：渋谷員子
  - エフェクトオブジェ・デザイン：伊藤博美
  - バトル背景デザイン：高井浩
- ワールドマップ・セクション
  - ワールドマップ・プログラム：穴澤友樹
  - ワールドマップ・グラフィック：渋谷員子
- システム・セクション
  - シナリオ：河津秋敏
  - メニュー・プログラム：穴澤友樹
- サウンド・セクション
  - 音楽：伊藤賢治
  - 音楽プログラム：赤尾実
  - 効果音：菊田裕樹、上田晃
  - 「涙を拭いて」（Sa・Ga2 秘宝伝説より）作曲：植松伸夫
- ビジュアル・セクション
  - オープニング・ビジュアル：高井浩
  - エンディング・ビジュアル：代島学
- ディレクター：河津秋敏

## 評価
スーパーファミコン版
- ゲーム誌『ファミコン通信』の「クロスレビュー」では、9・8・8・6の合計31点（満40点）でシルバー殿堂入りを獲得、レビュアーの意見としては「『FF』が守りのゲームなら、『ロマンシング』は攻めのゲーム」、「惜しむらくはなんだかいい加減な戦闘シーンとビジュアル。『FF』よりもクオリティが低い」などと評されている。

- ゲーム誌『ファミリーコンピュータMagazine』の読者投票による「ゲーム通信簿」での評価は以下の通りとなっており、25.94点（満30点）となっている。この得点はスーパーファミコン全ソフトの中で5位（323本中、1993年時点）となっている。また、同雑誌1993年8月情報号特別付録の「スーパーファミコンオールカタログ'93」では、「イベントをクリアしなくても自分の行きたいところへ自由に行ける、フリーシナリオシステムの導入で、何度プレイしても楽しめる」と紹介されている。その他、『SUPER FAMICOM Magazine』1993年8月情報号特別付録の「スーパーファミコンオールカタログ'93」巻末に収録されている「部門別ベスト30」では、総合5位、キャラクタ10位、音楽・効果音4位、操作性9位、熱中度6位、お買い得度7位、オリジナリティ4位を獲得している。

| 項目 | キャラクタ | 音楽 | 操作性 | 熱中度 | お買得度 | オリジナリティ | 総合  |
| 得点 | 4.46       | 4.47 | 4.10   | 4.44   | 4.00     | 4.46           | 25.94 |
ワンダースワンカラー版
- ゲーム誌『ファミコン通信』の「クロスレビュー」では合計28点（満40点）となっている。

## 後世への影響
本作では、登場人物の一人である「ガラハド」が強力な武器である「アイスソード」を入手した際に、「ねんがんの アイスソードをてにいれたぞ！」というセリフが登場するほか、それを見かけたプレイヤー側の選択肢の一つとして「殺してでも うばいとる」があり、いずれもミームとなっている。また、これをモチーフとした例としては、佐賀県とのコラボレーション「ロマンシング佐賀」の一環として発売された「ねんがんのブラックモンブラン」のパッケージにガラハドが「ねんがんの ブラックモンブランをてにいれたぞ！」としゃべるデザインがあしらわれている。
ライターのMr.Katohはニュースサイト「インサイド」に寄せた記事の中で、本作独自のフォントにより、「殺」の字が大きく表示されるのもプレイヤーの印象に残りやすいのではないかと分析している。

## 関連商品

### 書籍
- ロマンシング サ・ガ 徹底攻略編（NTT出版 / 1992年2月） ISBN 978-4-87188-152-4
- ロマンシング サ・ガ 基礎知識編（NTT出版 / 1992年4月） ISBN 978-4-87188-158-6
- ロマンシング サ・ガ 完全解析編（NTT出版 / 1992年5月） ISBN 978-4-87188-166-1
- ロマンシング サ・ガ大事典（NTT出版 / 1993年12月） ISBN 978-4-87188-171-5
- ロマンシング サ・ガ 大全集 COMPLETE WORKS 1 through 3 （デジキューブ / 1997年7月） ISBN 978-4-925075-08-4
- SaGa Series 20th Anniversary サガ クロニクル（スクウェア・エニックス / 2020年12月） ISBN 978-4-7575-2646-4
- SaGa Series 30th Anniversary Edition サガ クロニクル（スクウェア・エニックス / 2009年9月） ISBN 978-4-7575-6919-5
- 時織人 小林智美ロマンシングサ・ガ画集（NTT出版 / 1994年7月） ISBN 978-4-87188-305-4 - 画集
- 楽しいバイエル併用 ロマンシング サ・ガ全曲集（ドレミ楽譜出版社 / 1992年8月） ISBN 978-4-8108-0599-4 - 楽譜

### 音楽CD
- ロマンシング サ・ガ 2　オリジナル・サウンド・ヴァージョン（ポリスター / 1995年11月）
- ロマンシング サ・ガ　ラ・ロマンス（ポリスター / 1995年11月）
- Romancing SaGa Original Soundtrack -Remaster-（スクウェア・エニックス / 2014年6月）
- Romancing saga original soundtrack revival disc（スクウェア・エニックス / 2019年10月）

### 漫画版
- 徳間書店インターメディアより本作の漫画版が発売。著者は紺野さおりで、全2巻。
主人公はアルベルトであり、他の主人公達を仲間にして行く。ストーリーは原作のゲームよりかなり省略・改変されている。また、「ブッチャーが海賊から足を洗っている」「ファラが死亡する」「ナイトハルトが悪人」などの相違点も多い。
  1. 1994年7月発売、ISBN 4-19-790003-1
  2. 1994年12月発売、ISBN 4-19-790005-8
- ロマンシング サ・ガ大事典には石塚祐子作によるコメディ漫画「とびだせオブシ団」が掲載されている。（主人公はグレイ）ダンジョンに入ると敵でギュウギュウ詰めになったり、相棒をぶん投げて愛がアップ!したりとプレイした人なら解る内容になっている。また、水澤里美による小説「運命を手にする者へ」も掲載されている。アルベルト編序盤を描いたものだが、ここでもナイトハルトは悪人として書かれている。